# Repertorio Médico Habanero
El Repertorio Médico Habanero fue la primera revista cubana especializada en medicina, publicada entre 1840 y 1845.

## Historia
Esta revista médica fue fundada en 1840 por el cirujano Nicolás J. Gutiérrez y redactada por Luis Costales y Ramón Zambrana; con esta publicación se inicia la prensa médica cubana. En 1842 Zambrana cesa su labor en la revista y es sustituido por Cayetano Lanuza y junto a Costales y Gutiérrez se encargaron de la redacción del segundo año del "Repertorio Médico Habanero".

Faustino Valdés, que dirigía la revista "Boletín Científico" de La Habana, fusiona su publicación con la de Gutiérrez en noviembre de 1843 resultando el "Repertorio Médico Habanero y Boletín Científico".

Publicó su último número en 1845.

## Redactores y colaboradores
Entre los colaboradores y redactores más renombrados de la época constan: Nicolás J. Gutiérrez, Ramón Zambrana, Fernando y Esteban González del Valle, Justino Valdés Castro, Julio Jacinto Le Riverend Longrou, José de la Luz Hernández, Manuel Valdés Miranda y Luis Costales.